# Enrico Barelli
Enrico Barelli, nato Carlo Alessandro Barelli (Ricengo, 8 giugno 1724 – Crema, 6 dicembre 1817), è stato un presbitero, letterato e poeta italiano.

## Biografia
Nacque da Mario Antonio e da Orsola Lopi. La sua famiglia viene nominata dal Tintori tra le cittadine che a Crema vivevano con maggior decoro. Studiò lettere classiche a Crema presso l'istituto di San Marino, allora gestito dai Barnabiti. Nel 1745, a vent'anni, prese i voti dell'ordine dei chierici regolari di San Paolo detti Barnabiti, a Monza, presso Santa Maria del Carrobiolo assumendo il nome di Enrico. Insegnò retorica nel collegio di San Barnaba a Milano, periodo nel quale realizzò la sua prima produzione di poesie e carmi, in latino. Il suo primo carme, il Victoriis Bohemiciis pubblicato nel 1757 a Milano dalla tipografia Malatesta, fu positivamente accolto dagli autori milanesi, che ne encomiarono lo stile. Nel 1805, in seguito allo scioglimento dell'Ordine, ritornò presso la sua famiglia, dove trascorse tranquillamente gli ultimi anni della sua vita. Morì all'età di 93 anni, il 6 dicembre 1817. Fu membro dell'accademia Cattolica di Roma. Insegnò anche presso l'istituto Sant'Alessandro di Milano presso le scuole Arcimboldi.

## Opere
Pubblicò numerosi carmina e poemi, tutti in latino. Tra questi, meritano una menzione speciale, oltre al Victoriis Bohemiciis, anche il De Alberico VII Cognomento Magno, nel quale descriveva le vicende legate al periodo di massimo sviluppo della famiglia dei Conti Barbiano di Belgioioso, che riprese nel Carmen Panegiricum. Scrisse un inno al simulacro del Crocefisso che si venera nel Duomo di Crema, e che dedicò a Luigi Zurla, uno dei tre Provveditori che governavano allora il Municipio Cremasco. L'inno fu poi tradotto in lingua corrente dal Barnabita Padre Compagnoni. In occasione della sua elezione, indirizzò anche un carme al nuovo papa Clemente XIII.
Nel 1790, pubblicò la sua opera più importante, il De Christiana Religione, in 7 libri, dedicato al Cardinal Durini arcivescovo di Milano e stampato a Bergamo.
1. De victoriis bohemicis Carmen Henrici Barellii, 1757
2. De Clemente XIII Ad summum pontificatum erecto: dedicato a donna Clelia Grilla Borromeo, nota patrona di letterati, 1758
3. In obitu Benedicti XIV: si compone di 83 esametri, 1758
4. Per l'Eccellenza del Sig. Niccolò Donati , in Crema presso Antonio Carcani, 1759
5. Per le faustissime nozze del Sig. marchese Giangirolamo Pallavicini con la Signora Donna Lucrezia Lambertini, 1760
6. Al signor Carl'Antonio Tanzi Bentivegna del Mazzo: riguardante la questione avvenuta a Milano sulla lingua italiana, 1760
7. Verus Philatetes ad falsum Philatetem elegia: riguardante sempre la questione della lingua, 1760
8. Discorso in lode dell'ordine dei Trinitari Scalzi in Milano nella stampa. Di Pierantonio Frigerio 1764
9. Memorie d'alcuni uomini illustri della famiglia Malvezzi : qui Barelli inserisce un'elegia latina pagg 95-102, 1770
10. In vetustissimum aeque ac prodigiis celeberrimum Christi Domini e cruce pendentis simulacrum quod in maximo templo Cemae religiosissime asservatur et colitur Henr. Barelli Cremensis Cl. Reg. S. Pauli hymnus, quem Patrizio Viro numerisque omnibus absoluissimo Marchioni Aloysio Zurlae D.D.D. : a pag 16 troviamo esametri latini analoghi agli inni del Vida
11. De Alberico VII Cognomento Magno, 1782
12. De christiana religione: nella pagina 3 un'epigrafe dedicatoria al cardinale Angelo Giuseppe Durino, nel quale i legge a pag 304 una lettera laina al barelli, seguita da altre poesie laudative e dall'indice delle materie. Nel giornale ecclesiastico di Roma VI, n.18 del 7 maggio 1791 pag 71 v'ha una recensione laudativa seguita da saggio dell'opera che è detta un “savio compendio di teologia e di tutta la storia ecclesiastica abbellita di non aspettata erudizione. Vendi anche: Pl. Zurla, Enchiridion Dogmatum, Venezia, 1802, nelle note; Fort. Zamboni, Dialegomena de religione tomare 1807, nell'appendice 2b
13. De Juvenali Sacchio e Congr. Reg. S. Paoli, Epicedium Enricii Barelli eiusdem Congr. Ad Fr. Fontanam sodalem atque amicum suum, 1790
14. Henrici Barelli Congregatione clericorum regularium Sancti Pauli Carmina in lucem rursus edita cura Ioannis Solera presbyteri cremensis: precede la dedica dell'ed. Ai suoi discepoli, 1843, postumo.
15. De gigantum praelio Carmen: di 400 versi
16. De raptu Eliae.
17. Del rapimento di Elena, trad. da Coluto Tebano (in 404 esametri).
18. De gratia divina, inedito. Di questo poema lat. ms parla il Solera. V. qui sopra il num. 14.

Stava inoltre poetando intorno alla guerra della Casa d'Austria alla Prussia (1760) che doveva servire di 2ª e 3ª parte al De Victoriis Bohemiciis. Era già allora arrivato a più che 1000 versi. Nella Biblioteca del Carrobiolo in Monza si conservavano pure mss. del B.
I testi del Barelli seppur ricordati per lo stile ottimo nel quale sono redatti, non riscossero un grande successo di pubblico. Questo avvenne per due motivi: in primo luogo perché strettamente riguardanti argomenti religiosi, con riferimenti a testi e opere di difficile reperibilità per un semplice interessato alla materia. In secondo luogo sono tutti redatti in latino, che di per sé rendono il testo di difficile consultazione per la maggior parte delle persone.